# Fleischmanniinae
Fleischmanniinae je podtribus glavočika smješten u tribus Eupatorieae. Rodu Fleischmannia pripada 98 vrsta iz Sjeverne i Južne Amerike.
Podtribus je bio monogeneričan do izdvajanja vrste Fleischmannia mayana, 2012. godine, a 2013. u zaseban rod Zyzyura